# Інцидент біля воріт Сакурада
35°40′40″ пн. ш. 139°45′10″ сх. д. / 35.67777778° пн. ш. 139.75277778° сх. д.

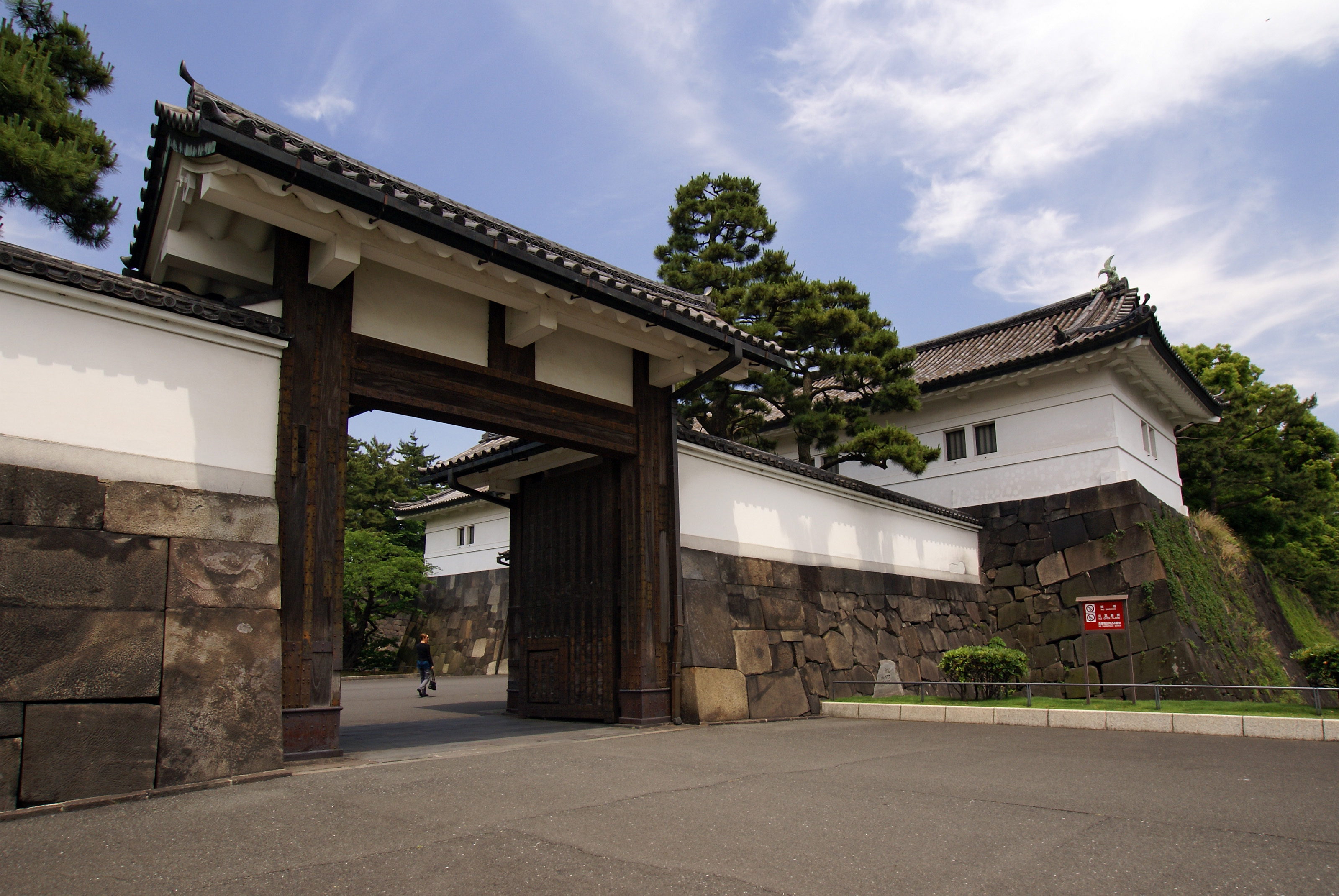
Ворота Сакурада замку Едо

Інцидент біля воріт Сакурада (яп. 桜田門外の変, さくらだもんがいのへん, сакурада-монґай но хен) — вбивство голови (таіро) японського уряду Ії Наосуке опозиціонерами, що сталося 24 березня 1860 за воротами Сакурада замку Едо.

## Короткі відомості
Причинами вбивства було невдоволення японських консерваторів політикою Ії Наосуке, який силоміць посадив свого кандидата на пост сьоґуна, підписав нерівноправні договори з іноземними державами і розпочав репресії проти опозиції. 1858 року самураї уділів Сацума-хан, Міто-хан, Тьосю-хан, Етдзен-хан та Інсю-хан розпочали підготовку ліквідації «тирана». Особливо сильні антиурядові настрої були в Сацумі і Міто, які зазнали особливих втрат в ході політичних переслідувань.
В лютому 1860 року 18 самураїв цих уділів, які втратили свої володіння, уклали союз «За справедливість». 24 березня того ж року вони напали на колону Ії Наосуке за воротами Сакурада замку Едо. Керував нападом Секі Тецуносуке. До його групи входили 17 вихідців з Міто — Окабе Сандзюро, Сайто Кенмоцу, Сано Такеносуке, Одзекі Тікасітіро, Хіраока Ненодзіро, Інада Дзюдзо, Моріяма Сіґеносуке, Кайґо Сакіносуке, Куросава Тюсабуро, Ямаґуті Тацуносуке, Суґіяма Яїтіро, Масіко Кінпаті, Хасуда Ітіґоро, Коїбу Тіканаме, Хірокі Мацуносуке, Морі Ґорокуро, а також 1 вихідець з Сацуми — Арімура Дзідзаемон. Нападники посеред білого дня успішно перебили супровід колони і зарізали організатора репресій.
Згідно з «Метою вбивства тирана», яку опозиціонери написали перед інцидентом, їхнім головним завданням було припинення переслідувань та зміна курсу сьоґунату, а не повалення уряду. Проте це вбивство завдало великого удару по престижу сьоґунату і стало однією з причин падіння уряду.